# 国際インド映画アカデミー賞 作品賞
国際インド映画アカデミー賞 作品賞（こくさいインドえいがアカデミーしょう さくひんしょう、IIFA Award for Best Film）は、国際インド映画アカデミー賞の賞の一つ。ヒンディー語映画を表彰する賞で、一般人の投票によって選出される。

## 受賞結果

### 2000年代
| 年            | 作品名                                | 製作会社                                                                    | プロデューサー                                                                                             | 出典          |
| ------------- | ------------------------------------- | --------------------------------------------------------------------------- | --- | ------------- |
| 2000 (第1回)  | ミモラ 心のままに                     | SLBフィルムズ、ジャムー・スガーンド・プロダクション                         | サンジャイ・リーラー・バンサーリー、ジャムー・スガーンド                                                   | [ 1 ] [ 2 ]   |
| 2000 (第1回)  | Biwi No.1                             | プージャー・フィルムズ                                                      | ヴァシュ・バグナーニ                                                                                       | [ 1 ] [ 2 ]   |
| 2000 (第1回)  | Sarfarosh                             | シネマット・ピクチャーズ                                                    | ジョン・マシュー・マタン                                                                                   | [ 1 ] [ 2 ]   |
| 2000 (第1回)  | Taal                                  | ムクタ・アーツ                                                              | スバーシュ・ガイ                                                                                           | [ 1 ] [ 2 ]   |
| 2000 (第1回)  | Vaastav: The Reality                  | アディシャクティ・フィルムズ                                                | ディーパク・ニハルジー                                                                                     | [ 1 ] [ 2 ]   |
| 2001 (第2回)  | その一言が聞きたくて                  | フィルムクラフト・プロダクション                                            | ラケシュ・ローシャン                                                                                       | [ 3 ] [ 4 ]   |
| 2001 (第2回)  | Dhadkan                               | ヴェヌス・レコード&テープ                                                   | ラタン・ジャイン                                                                                           | [ 3 ] [ 4 ]   |
| 2001 (第2回)  | Kya Kehna                             | チップス・インダストリーズ                                                  | クマール・S・タウラーニ、ラメーシュ・S・タウラーニ                                                         | [ 3 ] [ 4 ]   |
| 2001 (第2回)  | アルターフ 復讐の名のもとに           | ヴィノード・チョープラー・プロダクション                                    | ヴィドゥ・ヴィノード・チョープラー                                                                         | [ 3 ] [ 4 ]   |
| 2001 (第2回)  | Mohabbatein                           | ヤシュ・ラージ・フィルムズ                                                  | ヤシュ・チョープラー                                                                                       | [ 3 ] [ 4 ]   |
| 2002 (第3回)  | ラガーン                              | アーミル・カーン・プロダクション                                            | アーミル・カーン、ジャムー・スガーンド                                                                     | [ 5 ] [ 6 ]   |
| 2002 (第3回)  | 哀しみのチャンダニ・バー              |                                                                             | ラタ・モーハン                                                                                             | [ 5 ] [ 6 ]   |
| 2002 (第3回)  | Dil Chahta Hai                        | エクセル・エンターテインメント                                              | リテーシュ・シドワーニー                                                                                   | [ 5 ] [ 6 ]   |
| 2002 (第3回)  | Gadar: Ek Prem Katha                  | ジー・スタジオ                                                              | ニティン・ケニ、バーンワル・シン、バウミク・ゴーンダリヤ                                                   | [ 5 ] [ 6 ]   |
| 2002 (第3回)  | 家族の四季 -愛すれど遠く離れて-       | ダルマ・プロダクション                                                      | ヤシュ・ジョーハル                                                                                         | [ 5 ] [ 6 ]   |
| 2003 (第4回)  | デーヴダース                          | メガ・ボリウッド                                                            | バーラト・シャー                                                                                           | [ 7 ] [ 8 ]   |
| 2003 (第4回)  | —                                     |                                                                             | | [ 7 ] [ 8 ]   |
| 2004 (第5回)  | たとえ明日が来なくても                | ダルマ・プロダクション                                                      | ヤシュ・ジョーハル                                                                                         | [ 9 ] [ 10 ]  |
| 2004 (第5回)  | Baghban                               | BRフィルムズ                                                                | B・R・チョープラー                                                                                         | [ 9 ] [ 10 ]  |
| 2004 (第5回)  | Janasheen                             | FKフィルムズ                                                                | ラージパール・ナルラ、フェローズ・カーン                                                                   | [ 9 ] [ 10 ]  |
| 2004 (第5回)  | 君を探してた                          | フィルムクラフト・プロダクション                                            | ラケシュ・ローシャン                                                                                       | [ 9 ] [ 10 ]  |
| 2004 (第5回)  | ムンナー兄貴、医者になる              | ヴィノード・チョープラー・フィルムズ、エンターテインメント・ワン            | ヴィドゥ・ヴィノード・チョープラー                                                                         | [ 9 ] [ 10 ]  |
| 2004 (第5回)  | Tere Naam                             | MDプロダクション                                                            | スニール・マンチャンダ、ムケーシュ・タルレージャ                                                           | [ 9 ] [ 10 ]  |
| 2005 (第6回)  | ヴィールとザーラ                      | ヤシュ・ラージ・フィルムズ                                                  | アーディティヤ・チョープラー、ヤシュ・チョープラー                                                         | [ 11 ] [ 12 ] |
| 2005 (第6回)  | Dhoom                                 | ヤシュ・ラージ・フィルムズ                                                  | アーディティヤ・チョープラー                                                                               | [ 11 ] [ 12 ] |
| 2005 (第6回)  | Hum Tum                               | ヤシュ・ラージ・フィルムズ                                                  | アーディティヤ・チョープラー                                                                               | [ 11 ] [ 12 ] |
| 2005 (第6回)  | ボクと結婚して!                       | ナディアドワーラー・グランドサン・エンターテインメント                      | サジード・ナディアドワーラー                                                                               | [ 11 ] [ 12 ] |
| 2005 (第6回)  | Swades                                | アシュトーシュ・ゴーワリケール・プロダクション                              | アシュトーシュ・ゴーワリケール                                                                             | [ 11 ] [ 12 ] |
| 2006 (第7回)  | Black                                 | アプローズ・エンターテインメント、SLBフィルムズ                             | サンジャイ・リーラー・バンサーリー、アンシュマン・スワーミ                                                 | [ 13 ] [ 14 ] |
| 2006 (第7回)  | Bunty Aur Babli                       | ヤシュ・ラージ・フィルムズ                                                  | アーディティヤ・チョープラー                                                                               | [ 13 ] [ 14 ] |
| 2006 (第7回)  | Iqbal                                 | ムクタ・アーツ                                                              | スバーシュ・ガイ                                                                                           | [ 13 ] [ 14 ] |
| 2006 (第7回)  | No Entry                              | SKフィルム・エンターテインメント、シャハラ・ムービー・スタジオ              | ボニー・カプール                                                                                           | [ 13 ] [ 14 ] |
| 2006 (第7回)  | Page 3                                | ボビー・プシュカルナ、カヴィタ・プシュカルナ                                | ライトハウス・フィルムズ、シャハラ・ムービー・スタジオ                                                     | [ 13 ] [ 14 ] |
| 2006 (第7回)  | Parineeta                             | ヴィノード・チョープラー・プロダクション                                    | ヴィドゥ・ヴィノード・チョープラー                                                                         | [ 13 ] [ 14 ] |
| 2007 (第8回)  | Rang De Basanti                       | ラケーシュ・オームプラカーシュ・メーラ・ピクチャーズ                        | ラケーシュ・オームプラカーシュ・メーラ、ロニー・スクリューワーラー                                         | [ 15 ] [ 16 ] |
| 2007 (第8回)  | Dhoom 2                               | ヤシュ・ラージ・フィルムズ                                                  | アーディティヤ・チョープラー                                                                               | [ 15 ] [ 16 ] |
| 2007 (第8回)  | さよならは言わないで                  | ダルマ・プロダクション                                                      | ヒルー・ヤシュ・ジョーハル                                                                                 | [ 15 ] [ 16 ] |
| 2007 (第8回)  | クリッシュ 仮面のヒーロー             | フィルムクラフト・プロダクション                                            | ラケシュ・ローシャン                                                                                       | [ 15 ] [ 16 ] |
| 2007 (第8回)  | ムンナー兄貴、ガンディーと出会う      | ヴィノード・チョープラー・プロダクション                                    | ヴィドゥ・ヴィノード・チョープラー                                                                         | [ 15 ] [ 16 ] |
| 2007 (第8回)  | Vivah                                 | ラージシュリー・プロダクション                                              | アジット・クマール・バルジャーティヤ、カマル・クマール・バルジャーティヤ、ラージクマール・バルジャーティヤ | [ 15 ] [ 16 ] |
| 2008 (第9回)  | Chak De! India                        | ヤシュ・ラージ・フィルムズ                                                  | アーディティヤ・チョープラー                                                                               | [ 17 ] [ 18 ] |
| 2008 (第9回)  | Guru                                  | マドラス・トーキーズ                                                        | マニラトナム                                                                                               | [ 17 ] [ 18 ] |
| 2008 (第9回)  | ジャブ・ウィー・メット                | シュリー・アシュタヴィナヤク・シネ・ヴィジョン                              | ディリン・メータ                                                                                           | [ 17 ] [ 18 ] |
| 2008 (第9回)  | Life in a... Metro                    | UTVモーション・ピクチャーズ                                                 | ロニー・スクリューワーラー                                                                                 | [ 17 ] [ 18 ] |
| 2008 (第9回)  | 恋する輪廻 オーム・シャンティ・オーム | レッド・チリーズ・エンターテインメント                                      | ゴウリー・カーン                                                                                           | [ 17 ] [ 18 ] |
| 2008 (第9回)  | Partner                               | K・セラ・セラ、ソーヘル・カーン・プロダクション                             | ソーヘル・カーン                                                                                           | [ 17 ] [ 18 ] |
| 2009 (第10回) | Jodhaa Akbar                          | UTVモーション・ピクチャーズ、アシュトーシュ・ゴーワリケール・プロダクション | アシュトーシュ・ゴーワリケール                                                                             | [ 19 ] [ 20 ] |
| 2009 (第10回) | A Wednesday!                          | フライデー・フィルムワークス、アンジャム・リズヴィ・フィルム・カンパニー    | ロニー・スクリューワーラー、シタル・バティア、アンジャム・リズヴィ                                         | [ 19 ] [ 20 ] |
| 2009 (第10回) | Dostana                               | ダルマ・プロダクション                                                      | カラン・ジョーハル、ヒルー・ヤシュ・ジョーハル                                                             | [ 19 ] [ 20 ] |
| 2009 (第10回) | Ghajini                               | ギータ・アーツ                                                              | タゴール・B・マドゥー、マドゥ・マンテナ                                                                    | [ 19 ] [ 20 ] |
| 2009 (第10回) | Race                                  | チップス・インダストリーズ                                                  | クマール・S・タウラーニ、ラメーシュ・S・タウラーニ                                                         | [ 19 ] [ 20 ] |
| 2009 (第10回) | Rock On!!                             | エクセル・エンターテインメント                                              | ファルハーン・アクタル、リテーシュ・シドワーニー                                                           | [ 19 ] [ 20 ] |

### 2010年代
| 年            | 作品名                                              | 製作会社 | プロデューサー | 出典          |
| ------------- | --------------------------------------------------- | --- | --- | ------------- |
| 2010 (第11回) | きっと、うまくいく                                  | ヴィノード・チョープラー・プロダクション                                                                                     | ヴィドゥ・ヴィノード・チョープラー | [ 21 ] [ 22 ] |
| 2010 (第11回) | デーヴ・D                                           | UTVモーション・ピクチャーズ、ビンダス                                                                                        | ロニー・スクリューワーラー | [ 21 ] [ 22 ] |
| 2010 (第11回) | Kaminey                                             | UTVモーション・ピクチャーズ                                                                                                  | ロニー・スクリューワーラー | [ 21 ] [ 22 ] |
| 2010 (第11回) | Paa                                                 | マッド・エンターテインメント、アミターブ・バッチャン・コーポレーション、リライアンス・エンターテインメント                   | アミターブ・バッチャン、アビシェーク・バッチャン、スニール・マンチャンダ                                                                               | [ 21 ] [ 22 ] |
| 2010 (第11回) | Wanted                                              | BSKエンターテインメント | ボニー・カプール | [ 21 ] [ 22 ] |
| 2011 (第12回) | ダバング 大胆不敵                                   | アルバーズ・カーン・プロダクション、シュリー・アシュタヴィナヤク・シネ・ヴィジョン                                           | アルバーズ・カーン、マライカ・アローラ、ディリン・メータ                                                                                               | [ 23 ] [ 24 ] |
| 2011 (第12回) | Band Baaja Baaraat                                  | ヤシュ・ラージ・フィルムズ                                                                                                   | アーディティヤ・チョープラー | [ 23 ] [ 24 ] |
| 2011 (第12回) | マイネーム・イズ・ハーン                            | フォックス・スター・スタジオ、ダルマ・プロダクション、レッド・チリーズ・エンターテインメント                                 | ヒルー・ヤシュ・ジョーハル、ゴウリー・カーン | [ 23 ] [ 24 ] |
| 2011 (第12回) | ワンス・アポン・ア・タイム・イン・ムンバイ          | バラージ・モーション・ピクチャーズ                                                                                           | エクター・カプール、ショーバ・カプール | [ 23 ] [ 24 ] |
| 2011 (第12回) | Raajneeti                                           | プラカーシュ・ジャー・プロダクション、ウォーク・ウォーター・メディア                                                         | プラカーシュ・ジャー、ロニー・スクリューワーラー、プージャー・シェッティ・デオラ                                                                       | [ 23 ] [ 24 ] |
| 2012 (第13回) | 人生は二度とない                                    | エクセル・エンターテインメント                                                                                               | ファルハーン・アクタル、リテーシュ・シドワーニー | [ 25 ] [ 26 ] |
| 2012 (第13回) | ボディガード                                        | ファンキー・ブッダ・プロダクション、リール・ライフ・プロダクション、リライアンス・エンターテインメント                       | アトゥル・アグニホトリ、アルヴィラ・カーン・アグニホトリ                                                                                               | [ 25 ] [ 26 ] |
| 2012 (第13回) | No One Killed Jessica                               | UTVモーション・ピクチャーズ                                                                                                  | ロニー・スクリューワーラー | [ 25 ] [ 26 ] |
| 2012 (第13回) | ロックスター                                        | エロス・インターナショナル、シュリー・アシュタヴィナヤク・シネ・ヴィジョン                                                   | スニール・ルッラー、ディリン・メータ | [ 25 ] [ 26 ] |
| 2012 (第13回) | ダーティー・ピクチャー                              | バラージ・テレフィルムズ | エクター・カプール、ショーバ・カプール | [ 25 ] [ 26 ] |
| 2013 (第14回) | バルフィ! 人生に唄えば                              | イシャナ・ムービーズ、UTVモーション・ピクチャーズ                                                                            | ロニー・スクリューワーラー、シッダールト・ロイ・カプール                                                                                               | [ 27 ] [ 28 ] |
| 2013 (第14回) | マダム・イン・ニューヨーク                          | ホープ・プロダクション | スニール・ルッラー、R・バールキ、ラケシュ・ジュンジュンワーラー、ラーダキシャン・ダマニ                                                                | [ 27 ] [ 28 ] |
| 2013 (第14回) | 血の抗争 Part1                                      | ヴァイアコム18モーション・ピクチャーズ                                                                                       | アトゥル・シュクラ、アヌラーグ・カシャップ、スニール・ボーラ                                                                                           | [ 27 ] [ 28 ] |
| 2013 (第14回) | 女神は二度微笑む                                    | バウンドスクリプト・モーション・ピクチャーズ                                                                                 | スジョイ・ゴーシュ、クシャル・カンティラール・ガダ | [ 27 ] [ 28 ] |
| 2013 (第14回) | Paan Singh Tomar                                    | UTVモーション・ピクチャーズ                                                                                                  | ロニー・スクリューワーラー | [ 27 ] [ 28 ] |
| 2013 (第14回) | Talaash: The Answer Lies Within                     | エクセル・エンターテインメント、アーミル・カーン・プロダクション                                                             | アーミル・カーン、リテーシュ・シドワーニー、ファルハーン・アクタル                                                                                     | [ 27 ] [ 28 ] |
| 2013 (第14回) | 僕はドナー                                          | エロス・インターナショナル、ライジングサン・フィルムズ、JAエンターテインメント                                               | ジョン・エイブラハム、スニール・ルッラー、ロニー・ラヒリ                                                                                               | [ 27 ] [ 28 ] |
| 2014 (第15回) | ミルカ                                              | ROMPピクチャーズ | ラジヴ・タンドン、ラガヴ・バール、マイトレイー・ダスグプタ、マダヴ・ロイ・カプール、ラチヴィン・ナルラ、シャム・P・S、ナヴメート・シン、P・S・バラティ | [ 29 ] [ 30 ] |
| 2014 (第15回) | チェイス!                                           | ヤシュ・ラージ・フィルムズ                                                                                                   | アーディティヤ・チョープラー | [ 29 ] [ 30 ] |
| 2014 (第15回) | 若さは向こう見ず                                    | ダルマ・プロダクション | ヒールー・ヤシュ・ジョーハル、カラン・ジョーハル | [ 29 ] [ 30 ] |
| 2014 (第15回) | 銃弾の饗宴 ラームとリーラ                           | バンサーリー・プロダクション、エロス・インターナショナル                                                                     | サンジャイ・リーラー・バンサーリー、キショール・ルッラー                                                                                               | [ 29 ] [ 30 ] |
| 2014 (第15回) | クリッシュ                                          | フィルムクラフト・プロダクション                                                                                             | ラケシュ・ローシャン | [ 29 ] [ 30 ] |
| 2014 (第15回) | Kai Po Che!                                         | UTVモーション・ピクチャーズ                                                                                                  | ロニー・スクリューワーラー、シッダールト・ロイ・カプール                                                                                               | [ 29 ] [ 30 ] |
| 2014 (第15回) | チェンナイ・エクスプレス 〜愛と勇気のヒーロー参上〜 | UTVモーション・ピクチャーズ、レッド・チリーズ・エンターテインメント                                                          | ゴウリー・カーン、カリム・モラニ、ロニー・スクリューワーラー、シッダールト・ロイ・カプール                                                             | [ 29 ] [ 30 ] |
| 2015 (第16回) | クイーン 旅立つわたしのハネムーン                   | ファントム・フィルムズ | アヌラーグ・カシャップ、ヴィクラマディティヤ・モトワニ                                                                                                 | [ 31 ] [ 32 ] |
| 2015 (第16回) | 2 States                                            | ダルマ・プロダクション、ナディアドワーラー・グランドサン・エンターテインメント                                               | カラン・ジョーハル、サジード・ナディアドワーラー | [ 31 ] [ 32 ] |
| 2015 (第16回) | Haider                                              | UTVモーション・ピクチャーズ、VBピクチャーズ                                                                                  | ヴィシャール・バルドワジ、シッダールト・ロイ・カプール                                                                                                 | [ 31 ] [ 32 ] |
| 2015 (第16回) | Highway                                             | ナディアドワーラー・グランドサン・エンターテインメント、ウィンドウ・シート・フィルムズ                                       | イムティアズ・アリー、サジード・ナディアドワーラー | [ 31 ] [ 32 ] |
| 2015 (第16回) | メアリー・コム                                      | バンサーリー・プロダクション、ヴァイアコム18モーション・ピクチャーズ                                                         | サンジャイ・リーラー・バンサーリー | [ 31 ] [ 32 ] |
| 2015 (第16回) | PK                                                  | ヴィノード・チョープラー・フィルムズ、ラージクマール・ヒラーニ・フィルムズ                                                   | ヴィドゥ・ヴィノード・チョープラー、ラージクマール・ヒラーニ                                                                                           | [ 31 ] [ 32 ] |
| 2016 (第17回) | バジュランギおじさんと、小さな迷子                  | サルマーン・カーン・フィルムズ、カビール・カーン・フィルムズ                                                                 | ロックライン・ヴェンカテーシュ、サルマーン・カーン、カビール・カーン                                                                                   | [ 33 ] [ 34 ] |
| 2016 (第17回) | バージーラーオとマスターニー                        | バンサーリー・プロダクション、アンバー・エンターテインメント、エロス・インターナショナル                                     | サンジャイ・リーラー・バンサーリー、キショール・ルッラー、タイガー・シャルマ                                                                           | [ 33 ] [ 34 ] |
| 2016 (第17回) | ピクー                                              | カルヴァー・マックス・エンターテインメント、サーラスワティ・エンターテインメン・クリエーションズ、ライジングサン・フィルムズ | N・P・シン、ロニー・ラヒリ、スネーハー・ラージャニー                                                                                                   | [ 33 ] [ 34 ] |
| 2016 (第17回) | 有罪/Guilty                                         | VBピクチャーズ | ヴィニート・ジャイン、ヴィシャール・バルドワジ | [ 33 ] [ 34 ] |
| 2016 (第17回) | Tanu Weds Manu Returns                              | カラー・イエロー・プロダクション                                                                                             | アーナンド・L・ラーイ、キショール・ルッラー | [ 33 ] [ 34 ] |
| 2017 (第18回) | ニールジャー                                        | ブリング・アンプラグド、フォックス・スター・スタジオ                                                                         | アトゥル・カスベーカル、シャーンティ・シヴァラーム・マイニ                                                                                             | [ 35 ] [ 36 ] |
| 2017 (第18回) | 心 君がくれた歌                                     | ダルマ・プロダクション | カラン・ジョーハル、ヒールー・ヤシュ・ジョーハル、アプールヴァ・メータ                                                                                 | [ 35 ] [ 36 ] |
| 2017 (第18回) | M.S.ドーニー 〜語られざる物語〜                     | フォックス・スター・スタジオ、インスピレッド・エンターテインメント、フライデー・フィルムワークス                             | アルン・パンディ | [ 35 ] [ 36 ] |
| 2017 (第18回) | ピンク                                              | ライジングサン・フィルムズ                                                                                                   | ロニー・ラヒリ、ラーシュミー・シャルマ、シェール・クマール                                                                                             | [ 35 ] [ 36 ] |
| 2017 (第18回) | スルターン                                          | ヤシュ・ラージ・フィルムズ                                                                                                   | アーディティヤ・チョープラー | [ 35 ] [ 36 ] |
| 2017 (第18回) | パンジャブ・ハイ                                    | バラージ・モーション・ピクチャーズ、ファントム・フィルムズ                                                                   | ショーバ・カプール、エクター・カプール、アヌラーグ・カシャップ、ヴィクラマディティヤ・モトワニ、アマン・ギル、ヴィカース・バール、マドゥ・マンテナ     | [ 35 ] [ 36 ] |
| 2018 (第19回) | あなたのスールー                                    | T-Series、エリプシス・エンターテインメント                                                                                   | ブーシャン・クマール、タヌージ・ガルグ、クリシャン・クマール、アトゥル・カスベーカル、シャーンティ・シヴァラーム・マイニ                               | [ 37 ] [ 38 ] |
| 2018 (第19回) | バレーリーのバルフィ                                | ジャングリー・ピクチャーズ、BRスタジオ                                                                                       | ヴィニート・ジャイン、レーヌ・ラヴィ・チョープラー | [ 37 ] [ 38 ] |
| 2018 (第19回) | ヒンディー・ミディアム                              | マドック・フィルムズ、T-Series                                                                                               | ディネーシュ・ヴィジャン、ブーシャン・クマール、クリシャン・クマール                                                                                   | [ 37 ] [ 38 ] |
| 2018 (第19回) | ニュートン                                          | ドリシュヤム・フィルムズ | マニーシュ・マンドラ | [ 37 ] [ 38 ] |
| 2018 (第19回) | Toilet: Ek Prem Katha                               | ヴァイアコム18モーション・ピクチャーズ、クリアルジ・エンターテインメント、プランCスタジオ                                    | アルナ・バティア、シータル・バティア、プレルナー・アローラー、アルジュン・N・カプール、ニーラジ・パンディ                                              | [ 37 ] [ 38 ] |
| 2019 (第20回) | 同意                                                | ダルマ・プロダクション、ジャングリー・ピクチャーズ                                                                           | ヴィニート・ジャイン、カラン・ジョーハル、ヒールー・ヤシュ・ジョーハル、アプールヴァ・メータ                                                           | [ 39 ] [ 40 ] |
| 2019 (第20回) | 盲目のメロディ〜インド式殺人狂騒曲〜                | ヴァイアコム18モーション・ピクチャーズ、マッチボックス・ピクチャーズ                                                         | スダンシュ・ヴァツ、アジート・アンダーレ、アショーク・ヴァソディア、ケワル・ガルグ、サンジャイ・ロウトライ                                             | [ 39 ] [ 40 ] |
| 2019 (第20回) | パドマーワト 女神の誕生                             | バンサーリー・プロダクション、ヴァイアコム18モーション・ピクチャーズ                                                         | サンジャイ・リーラー・バンサーリー、スダンシュ・ヴァッツ、アジート・アンダーレ                                                                         | [ 39 ] [ 40 ] |
| 2019 (第20回) | SANJU サンジュ                                      | ラージクマール・ヒラーニ・フィルムズ、ヴィノード・チョープラー・フィルムズ                                                   | ヴィドゥ・ヴィノード・チョープラー、ラージクマール・ヒラーニ                                                                                           | [ 39 ] [ 40 ] |
| 2019 (第20回) | Badhaai Ho                                          | ジャングリー・ピクチャーズ、クローム・ピクチャーズ                                                                           | ヴィニート・ジャイン、ヘマント・バンダリ、アレヤ・セン、アミット・ラヴィンダルナート・シャルマ、スシル・チョーダリー                                   | [ 39 ] [ 40 ] |

### 2020年代
| 年            | 作品名                             | 製作会社 | プロデューサー | 出典          |
| ------------- | ---------------------------------- | --- | --- | ------------- |
| 2020 (–)      | COVID-19パンデミックにより開催延期 | COVID-19パンデミックにより開催延期 | COVID-19パンデミックにより開催延期 | [ 41 ]        |
| 2021 (第21回) | Kabir Singh                        | T-Series | ブーシャン・クマール、クリシャン・クマール、ムラード・ケタニ、アシュウィン・ヴァルデ                                                                    | [ 43 ] [ 42 ] |
| 2021 (第21回) | Article 15                         | ベナラス・メディア・ワークス、ジー・スタジオ | アヌバウ・シンハー | [ 43 ] [ 42 ] |
| 2021 (第21回) | ガリーボーイ                       | エクセル・エンターテインメント、タイガー・ベイビー・フィルムズ                                                                                           | リテーシュ・シドワーニー、ゾーヤー・アクタル、ファルハーン・アクタル                                                                                    | [ 43 ] [ 42 ] |
| 2021 (第21回) | KESARI/ケサリ 21人の勇者たち       | ダルマ・プロダクション、ケープ・オブ・グッド・フィルム、アズル・エンターテインメント、ジー・スタジオ                                                     | カラン・ジョーハル、ヒルー・ヤシュ・ジョーハル、アプールヴァ・メータ、スニール・ケタルパル                                                              | [ 43 ] [ 42 ] |
| 2021 (第21回) | URI/サージカル・ストライク         | RSVPムービーズ | ロニー・スクリューワーラー | [ 43 ] [ 42 ] |
| 2022 (第22回) | シェールシャー                     | ダルマ・プロダクション、カーシュ・エンターテインメント                                                                                                   | カラン・ジョーハル、ヒルー・ヤシュ・ジョーハル、アプールヴァ・メータ、シャビール・ボックスワーラー、アジャイ・シャー、ヒマーンシュ・ガンディー          | [ 44 ] [ 45 ] |
| 2022 (第22回) | 83                                 | リライアンス・エンターテインメント、ファントム・フィルムズ、ヴィブリ・メディア、KAプロダクション、ナディアドワーラー・グランドサン・エンターテインメント | ヴィシュヌ・ヴァルダン・インドゥリ、サジード・ナディアドワーラー、ディーピカー・パードゥコーン                                                          | [ 44 ] [ 45 ] |
| 2022 (第22回) | Sardar Udham                       | ライジングサン・フィルムズ、キノ・ワークス | ロニー・ラヒリ、シェール・クマール | [ 44 ] [ 45 ] |
| 2022 (第22回) | Tanhaji                            | T-Series、アジャイ・デーヴガンFフィルムズ | アジャイ・デーヴガン、ブーシャン・クマール、クリシャン・クマール                                                                                        | [ 44 ] [ 45 ] |
| 2022 (第22回) | Thappad                            | ベナラス・メディア・ワークス、T-Series | ブーシャン・クマール、クリシャン・クマール、アヌバウ・シンハー                                                                                          | [ 44 ] [ 45 ] |
| 2023 (第23回) | Drishyam 2                         | パノラマ・スタジオ、ヴァイアコム18スタジオ、T-Series | ブーシャン・クマール、クリシャン・クマール、クマール・マンガット・パータク                                                                              | [ 46 ] [ 47 ] |
| 2023 (第23回) | Bhool Bhulaiyaa 2                  | T-Series、シネ1スタジオ | ブーシャン・クマール、クリシャン・クマール、ムラード・ケタニ、アンジャム・ケタニ                                                                        | [ 46 ] [ 47 ] |
| 2023 (第23回) | ダーリンズ                         | レッド・チリーズ・エンターテインメント、エターナル・サンシャイン・プロダクション                                                                         | ゴウリー・カーン、アーリヤー・バット、ガウラヴ・ヴェルマ                                                                                                | [ 46 ] [ 47 ] |
| 2023 (第23回) | ガングバイ・カティヤワディ         | バンサーリー・プロダクション、ペン・スタジオ | ジャヤンティラール・ガダ、サンジャイ・リーラー・バンサーリー                                                                                            | [ 46 ] [ 47 ] |
| 2023 (第23回) | ヴィクラムとヴェーダ               | YNOTスタジオ | S・シャシカーント、ブーシャン・クマール、クリシャン・クマール、チャクラヴァルティー・ラーマチャンドラ、ヴィヴェーク・アグルワール、ニーラジ・パーンデー | [ 46 ] [ 47 ] |
| 2024 (第24回) | Animal                             | T-Series、バードラカリ・ピクチャーズ、シネ1スタジオ | ブーシャン・クマール、クリシャン・クマール、ムラード・ケタリ、プラナイ・レッディ・ヴァンガ                                                              | [ 48 ] [ 49 ] |
| 2024 (第24回) | 12th Fail                          | ヴィノード・チョープラー・フィルムズ | ヴィドゥ・ヴィノード・チョープラー、ヨーゲーシュ・イシュワル                                                                                            | [ 48 ] [ 49 ] |
| 2024 (第24回) | JAWAN/ジャワーン                   | レッド・チリーズ・エンターテインメント | ゴウリー・カーン、ガウラヴ・ヴァルマー | [ 48 ] [ 49 ] |
| 2024 (第24回) | Rocky Aur Rani Kii Prem Kahaani    | ダルマ・プロダクション、ヴァイアコム18スタジオ | ヒールー・ヤシュ・ジョーハル、カラン・ジョーハル、アプールヴァ・メーヘター                                                                              | [ 48 ] [ 49 ] |
| 2024 (第24回) | Sam Bahadur                        | RSVPムービーズ | ロニー・スクリューワーラー | [ 48 ] [ 49 ] |
| 2024 (第24回) | Satyaprem Ki Katha                 | ナディアドワーラー・グランドサン・エンターテインメント、ナーマー・ピクチャーズ                                                                           | サジード・ナディアドワーラー、シャリーン・マントリ・ケディア、キショール・アローラー                                                                    | [ 48 ] [ 49 ] |
| 2025 (第25回) | 花嫁はどこへ?                      | ジオ・スタジオ、アーミル・カーン・プロダクション、カインドリング・ピクチャーズ                                                                           | アーミル・カーン、キラン・ラオ、ジョーティー・デーシュパーンデー                                                                                        | [ 50 ] [ 51 ] |
| 2025 (第25回) | Article 370                        | B62スタジオ、ジオ・スタジオ | ジョーティー・デーシュパーンデー、アディティヤ・ダール、ローケーシュ・ダール                                                                            | [ 50 ] [ 51 ] |
| 2025 (第25回) | Bhool Bhulaiyaa 3                  | T-Series、シネ1スタジオ | ブーシャン・クマール、クリシャン・クマール、ムラード・ケタニ                                                                                            | [ 50 ] [ 51 ] |
| 2025 (第25回) | Kill                               | ダルマ・プロダクション、シキヤ・エンターテインメント | ヒールー・ヤシュ・ジョーハル、カラン・ジョーハル、アプールヴァ・メーヘター、グニート・モーンガー、アチン・ジャイン                                      | [ 50 ] [ 51 ] |
| 2025 (第25回) | Shaitaan                           | ジオ・スタジオ、デーヴガン・フィルムズ、パノラマ・スタジオ                                                                                               | アジャイ・デーヴガン、ジョーティー・デーシュパーンデー、アビシェーク・パータク、クマール・マンガト・パータク                                            | [ 50 ] [ 51 ] |
| 2025 (第25回) | Stree 2                            | マドック・フィルムズ、ジオ・スタジオ | ディネーシュ・ヴィジャン、ジョーティー・デーシュパーンデー                                                                                              | [ 50 ] [ 51 ] |